# Radio Postaja Odžak
Radio Postaja Odžak (Deutsch: Radiosender Odžak) ist ein Radiosender, der im bosnischen Kanton Posavina ausstrahlt. Die Frequenz des Radios ist 92,5 MHz.
Radio Postaja Odžak hat seinen Hauptsitz in Odžak und strahlt auch von dort aus. Das Radio hat etwa 57.163 Zuhörer.

## Geschichte
1967 wurde Radio Postaja Odžak vom Gemeinderat ins Leben gerufen. In Jugoslawien und der SR Bosnien und Herzegowina war es Teil des lokalen/kommunalen Netzwerks als Partner von Radio Sarajevo.